# 加尔纳
加尔纳（Kalna）是印度西孟加拉邦Purba Bardhaman县的一个城镇。总人口52176（2001年）。

## 人口
该地2001年总人口52176人，其中男性26669人，女性25507人；0—6岁人口4905人，其中男2484人，女2421人；识字率77.46%，其中男性为82.42%，女性为72.27%。